# Drosophila boliviana
Drosophila boliviana är en tvåvingeart som beskrevs av Oswald Duda 1927. Drosophila boliviana ingår i släktet Drosophila och familjen daggflugor.
Artens utbredningsområde är Bolivia.